# ジェントルマン
ジェントルマン (英語: Gentleman) は地主貴族を核とするイギリスの名望家。16世紀から20世紀初頭にかけての実質的なイギリスの支配階級であった。世襲の爵位を有する少数の貴族（19世紀初頭で500家ほど）と、身分上は庶民である大地主層ジェントリを中核とし、経済活動の活発化に伴って興隆した中流階級を随時取り込む形でその境界を広げながら支配体制の温存を図った。そのため、本来は不労所得者である地主貴族層（つまり貴族とジェントリ）を指す言葉であったが、時代を経るにつれて、地主以外の上位中産階級に属する職業にも「ジェントルマン」とみなされるものが出てきた。かれらは大学教育等のしかるべき教育や専門的訓練を必要とする「プロフェッション」（専門職）と呼ばれる職種の従事者で、高級官吏、政治家、将校、医師（内科医）、法律家（弁護士）、国教会聖職者、貿易商などがこれに含まれる。こうした職種に就く人にはジェントルマン階層出身者で家督を継げない二男坊・三男坊が多く、かれらは大地主になれずともジェントルマンとしての面目を保とうとした。こうした人々は本来のジェントルマンとそうでない人々の間のグレーゾーンに位置し、疑似ジェントルマンとも呼ばれる。「家柄」や「出自」とともに身につけた「教養」や「徳性」（道徳性）といった要素がジェントルマンの条件とされたため、「紳士的な」人物に対しての形容として用いられることもある。

## 概説
"gentle"はラテン語の"gentilis"に由来する。"gentilis"はもともと「同じゲンス（氏族:gens）に属する」という意味で、これから派生したフランス語の gentil と英語の gentle は「優しい」「親切」といった意味で使われるが、古くは「高貴な」という意味の形容詞として使われた。つまり"gentleman"とは本来「高貴な人物」「家柄のよい人」といった意味合いで使われる言葉で、ジェントリの同義語として使われることもあれば、貴族とジェントリの総称として扱われることもある。イギリス近代におけるエリートであると同時に名士として尊敬を集める存在であり、独自のコミュニティを背景に政治や社会に大きな影響力をもった。ジェントルマン階級は上流階級である貴族とジェントリのほか、中流階級に分類されるプロフェッションと呼ばれる専門職もジェントルマンに含まれるようになった（ただし、どこまでをジェントルマンと認めうるかという問題は議論の的であった）。これらには建前上、自己の利益のため（だけ）に労働するのではない、あるいは社会のために奉仕する職業と考えられていたという共通点がある。また、ジェントルマンとして必要な下地はパブリックスクールからオックスブリッジに至る教育課程で培われると考えられていた。

## ジェントルマン階級の形成

### 貴族とジェントリの統合
貴族とジェントリは両者とも16世紀前半にはすでにジェントルマンとして認識されており、上級と下級のジェントルマンという区分がなされていた。テューダー朝以前のジェントリは貴族の私的な封建家臣団を形成することが多く、貴族とジェントリの間には大きな格差が存在したが、薔薇戦争による疲弊で貴族が勢力を大きく減じたこととテューダー朝期にジェントリ層が積極的に登用されたことにより、その差は確実に小さくなっていった。両者は生活スタイルや文化の点で近く、称号と貴族院議席以外に特権上の差もなかったため、通婚が進み、単一の地主貴族層を形成した。

### ジェントルマン的職業の受容と拡大
本来、ジェントルマンは土地に立脚した不労所得者であった。しかし、16世紀中頃には国教会聖職者、高級官僚、士官などといった一部の職業はジェントルマン的な職業と認められている。これらの職業は社会あるいは国王と王国に奉仕するものと考えられ、また、土地や財産を相続することのできない、地主の次男・三男が生きるために就いた職業でもある。これらの職は人脈や経済力、大学教育などが職を得る際に必要であったため、ジェントルマン階層出身者と富裕な市民階層以外には就くことが難しかった。

### 新興中流階級の包摂
イギリスの「貴族制」の最大の特徴は上層部（爵位貴族）への接近が閉ざされていたのに対し、土地を購入することによって下層部（ジェントリ）となる途が開かれていたことにある。商業革命などの結果、経済活動が活発になり、中流階級の中から突出した富裕者が出るようになると、彼らは経済的な成功に加え社会的な名誉を欲するようになり、土地を購入することでジェントルマンの仲間入りを果たそうとした。貿易商人や銀行家などは本人は働かないという点でジェントルマンに生活スタイルが近かったため、比較的容易にジェントルマンとして迎え入れられた。その後、イギリス帝国の拡大とともに富裕な中流階級も増大するが、彼らも同様に土地購入、ジェントリ化という途を望む。他の西ヨーロッパ諸国では政治エリートとしての貴族が衰退していったが、勃興した中流階級上層部を体制内に取り込んだイギリスでは、ジェントルマンによる支配体制が20世紀まで温存されることとなった。

## 教育による育成
上層中流階級のジェントルマン化が進むにつれ、ジェントルマンと非ジェントルマンの境界条件も変化した。土地や不労所得者という要素は必要条件から、むしろある種の理想像といえる位置づけになり、ジェントルマンをジェントルマンたらしめる決定的な要素は教育となる。ジェントルマンの美徳として教養を重視する立場は16世紀まで遡ることができるが、これは15世紀末にイタリアから輸入された人文主義の影響もあり、ジェントリが武芸に秀で伝統的権威を持っていた貴族に対抗する上で教養が必要になったためである。
トマス・エリオットは『為政者の書』を著し、ギリシア・ローマ的な西洋古典教養を備え、地方行政を担うことのできる人物を理想のジェントルマンとして描いている。その後、中央集権化が進むにつれ、ジェントルマンは地方行政のみならず、中央の宮廷においても重視されるようになるが、そのような情勢の変化に合わせて、求められるジェントルマン像も変化した。1561年に翻訳されたバルダッサーレ・カスティリオーネの『宮廷人』は、古典教養に加え、音楽、詩、舞踏、作法、礼節などさらに広い領域における知識と素養を求めている。
このような「必須科目」は家庭教師から教わるのみならず、オックスブリッジでも習得された。両大学は中世では聖職者の人材育成の場としての性格をもっていたが、ヘンリー8世やエリザベス1世によって、教会の勢力を削いで宮廷に人材を供給するべく古典研究の重視に方針転換された。養成機関としての役割自体は残るが、オックスブリッジから宮廷へ、というルートが確立されたことによって、聖俗両方の上部構造が両大学出身者によって占められることとなり、社会の上層に広がるジェントルマンの共同体が形成された。大学教育によるジェントルマンの選別という方法は新参者を共同体から排除する働きをした一方で、新参者本人はジェントルマンと認められなくとも、子や孫の代でのジェントルマン化に途を拓くものであった。特に、イギリス帝国の拡大に伴い、新規に中流階級出身のジェントルマンが増えた19世紀には、土地の取得に代わるジェントルマン化の方法として活用された。

## 金融サーヴィスへの移行
地主貴族以外のジェントルマンが増加しても依然として土地はジェントルマンにとって重要な要素であり続けた。土地に立脚した生活がジェントルマンとしての理想であったこともあるが、ナポレオン戦争以後、穀物法によって穀物価格は高値で維持され、土地からの収益が温存されていたためでもある。19世紀半ばに穀物法が廃止されても、ロシアや東欧における輸送手段の遅れから地主支配体制への直接的な打撃となることはなく、農業技術の進歩とともにイギリス農業は「黄金期」と呼ばれる時期を迎える。しかしイギリス農業が空前の繁栄を遂げたこの時期にも、水面下では、現実的な影響はなくとも穀物法廃止に不安を覚えたジェントルマンたちは少しずつ金融サーヴィスへ重心を移し始めていた。その後、続く農業生産の増加から穀物価格は低下を始め、農業分野での利益率の低下から、金融サーヴィスに新たな財源を求めるジェントルマンはますます増加した。これらの新たな富の源泉となった分野は「ジェントルマン資本主義」と呼ばれる。具体的にはシティを中心とした銀行・証券などの金融資本、公式・非公式を問わず帝国内での人・モノの移動を支える流通分野、および未だ危険の残っていた帝国内での経済活動の安全を担保する保険分野などである。これらはイギリス帝国の拡大に伴って発展し、19世紀末には土地に代わるジェントルマンの主要な財源となった。

## ジェントルマンの現在
イギリスは今でも身分制度が残存している国であり、20世紀末まで爵位貴族は身分制度の名残である貴族院の議員資格を有していたが、20世紀末の議院改革で世襲貴族議員は大幅に減数された。
社会階層としてのジェントルマンを構成したのは上流階級（アッパークラス）および上層中流階級（アッパーミドルクラス）であったが、2013年に行われたBBCのイギリス階級調査では、上位6%を占める経済的・社会的富裕層はエリート (Elite class) という新たな分類に入れられた。